# Süreyya Ağaoğlu

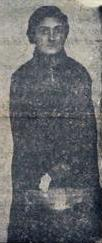
Süreyya Ağaoğlu (1931)

Süreyya Ağaoğlu (geboren 29. Juli 1903 in Shusha; gestorben 29. Dezember 1989 in Istanbul) war eine türkisch-aserbaidschanische Schriftstellerin und Juristin. Sie war die erste Anwältin in der türkischen Geschichte und setzte sich aktiv für Frauenrechte ein.

## Leben

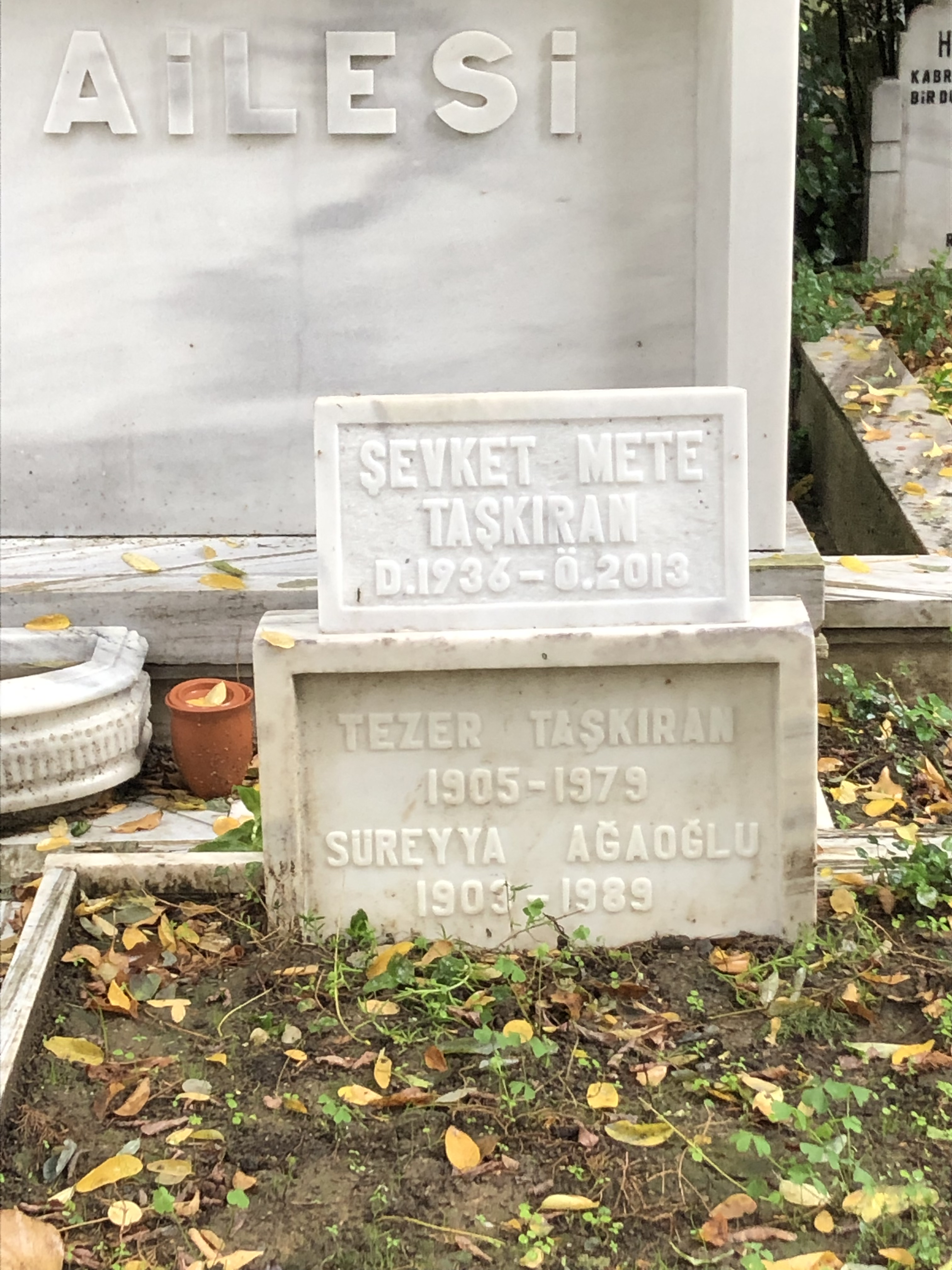
Das Grab von Sevket Mete Taskiran, Tezer Taskiran und Süreyya Ağaoğlu im Familiengrab der Ağaoğlus.

### Frühes Leben und Familie
Nach dem Fall der Demokratischen Republik Aserbaidschan im Jahr 1910 wanderten die Ağaoğlus in die Türkei aus, wo Süreyya Ağaoğlu ihren Schulabschluss absolvierte und sich an der Rechtsfakultät der Universität Istanbul einschrieb.
Ihr Vater Ahmed Ağaoğlu war ein prominenter aserbaidschanischer, später türkischer Politiker des frühen 20. Jahrhunderts, Publizist und Journalist. Er war einer der Begründer des Pan-Turkismus. Aufgrund der Aufträge und Ideologie ihres Vaters verbrachte sie ihre Kindheit und teilweise Jugend im Umfeld des türkischen Vereins Türk Ocağı und Mustafa Kemal Paschas engerem Freundeskreis. Süreyya Ağaoğlus Mutter war Fatma Sitare, welche 1910 verstarb. Ağaoğlu war die älteste von fünf Geschwistern, darunter die Schriftstellerin und Politikerin Tezer Taskiran, Abdurrahman Ağaoğlu, der Dichter und Politiker Samet Ağaoğlu und der Jurist und Arzt Gültekin Ağaoğlu.

### Persönliches Leben
Sie heiratete 1950 den deutschen Anwalt Werner Taschenbreker und ließ sich in den 1960er Jahren scheiden.

### Tod
Als Süreyya Ağaoğlu am 29. Dezember 1989 eine Podiumsdiskussion über „Frauenrechte und Modernisierung“ in Istanbul verließ, stürzte sie und starb an einem Schlaganfall.

## Akademische Laufbahn

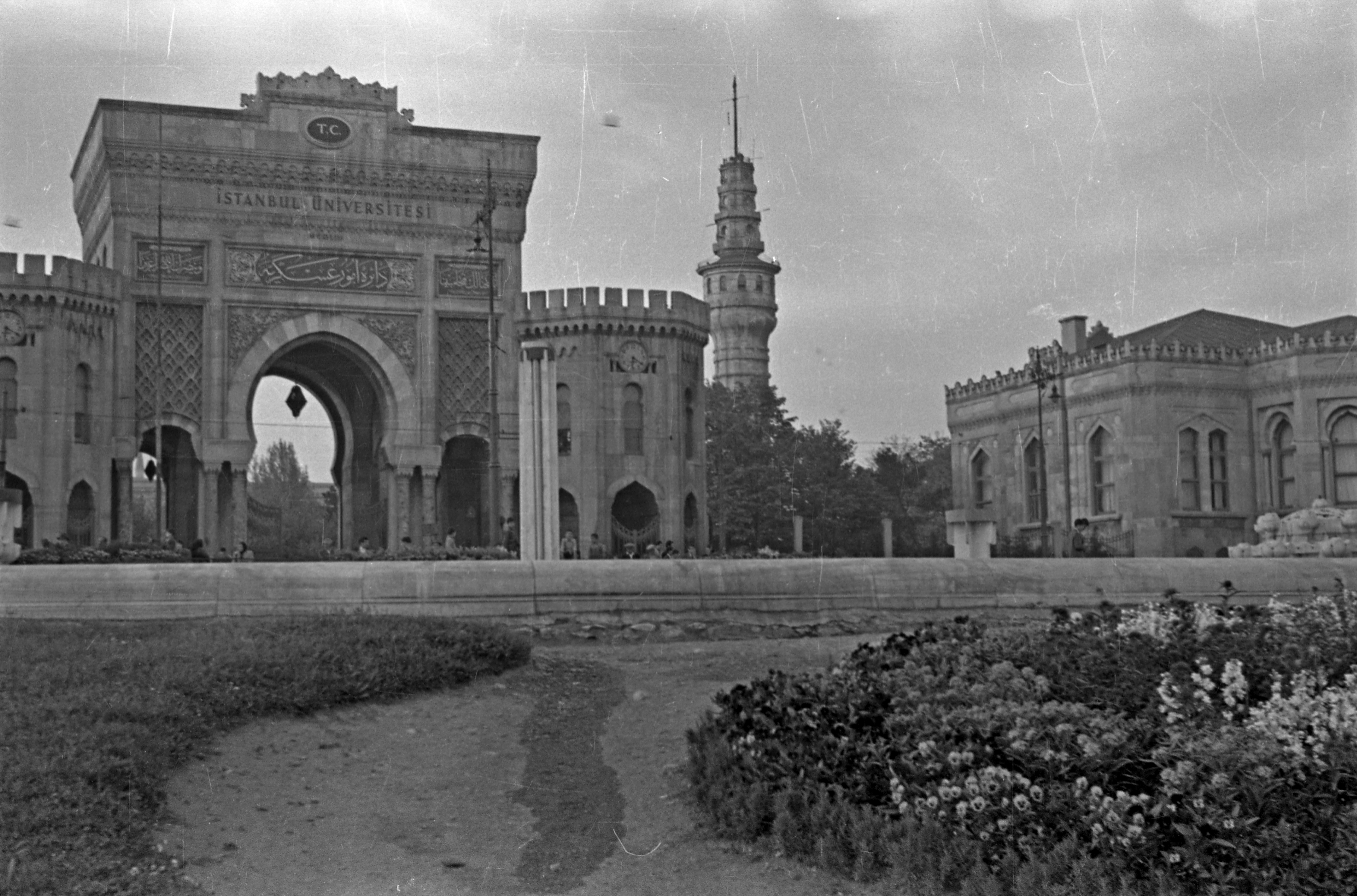
Eingang der Universität Istanbul (1950)

1921 machte Ağaoğlu ihren Schulabschluss an der damaligen Bezm-i Alem Valide Sultanisi’ni (heute İstanbu Kız Lisesi, deutsch: Istanbul-Mädchenschule). Im Herbst selben Jahres meldete sie sich als erste Frau erfolgreich in der juristischen Fakultät des damaligen Istanbul Darülfün Hukuk Mektebi, heute Universität Istanbul an und absolvierte ihren Abschluss 1924/1925.
Ihre Erfolgsgeschichte, wie sie als erste weibliche Studentin immatrikuliert wurde, schildert Ağaoğlu in ihrem Werk Bir Ömür Böyle Gecti, indem sie zu dem Lehrstuhlleiter der juristischen Fakultät ging, um ihren Wunsch Jura zu studieren zu äußern. Dieser verneinte als erstes und ihr wurden andere Optionen wie Medizin angeboten, da laut dessen Aussage diese Fachrichtung passender für Frauen sei. Ağaoğlu blieb bei ihrer Entscheidung und der Lehrstuhlleiter stellte ihr die Bedingung, dass sie noch zwei weitere Freundinnen finden solle, um die Fakultät für Frauen eröffnen zu können. Zu dieser Zeit durften Frauen und Männer nicht zusammen unterrichtet werden, weshalb eine externe Abteilung und Kurse für Frauen eröffnet werden mussten. Sie schaffte es, drei weitere Interessentinnen zu finden und damit die Fakultät für weibliche Studenten zu eröffnen. Ağaoğlu wurde zur Immatrikulation mit der Anmeldungsnummer 1 versehen und war eine der ersten Absolventinnen dieser Fakultät. Nach der Anmeldung wurde zu Ağaoğlu gesagt, dass sie sich verschleiern müsse. Zu dieser Zeit war es üblich für Frauen, eine Kopfbedeckung/Umhüllung zu tragen, jedoch bevorzugte es Ağaoğlu, sich nicht zu verschleiern und zog Damenkostüme (türkisch: „Tayyör“) an. „Als ihre männlichen Kommilitonen meinten, sie solle ihre Haare bedecken, antwortete sie: ‚Ich lasse meine Haare offen, schaue Du einfach nicht hin.‘“

## Werdegang und Wirken
Nach ihrem Abschluss arbeitete Süreyya Ağaoğlu von 1927 bis zu ihrem Tod in 1989 als Anwältin. Sie erhielt 1928 die freie Anwaltslizenz und wurde die erste Anwältin der Türkei.
1945 nahm sie eine Stelle als türkische Rechtsberaterin im Unternehmen Edwards in London an und arbeitete bis 1959 abwechselnd ein halbes Jahr in London und die andere Hälfte in der Türkei.
Ağaoğlu konnte Türkisch, Englisch und Französisch sprechen und vertrat in unterschiedlichen internationalen Konferenzen die Türkei. Für ihre Initiative wurde sie zum Mitglied der International Bar Association gewählt, wovon sie 1946 bis 1960 das einzige weibliche Vorstandsmitglied der Vereinigung war.
1948 wurde sie Mitglied der in Berlin gegründeten Internationalen Juristenkommission.
Ağaoğlu gründete verschiedene Vereine, unter anderem den Verein „die Verbreitung freier Gedanken“ (Hür Fikirleri Yayma Derneği) 1947, den „Verein Türkisch-Amerikanischer Studierenden“ (Çocuk Dostları Derneği, deutsch: Verein Freunde der Kinder, gegründet 1949), und den Verein der „Universitätsfrauen“ 1950.
1949 wurde sie in den Vorstand der Internationalen Juristenvereinigung gewählt.
1952 wurde sie Mitglied der International Women Lawyers Association und 1960 zu deren Vertreterin bei der Genfer Organisation der Vereinten Nationen gewählt. 1980 bis 1982 war sie Vizepräsidentin der Women Lawyers Association.
1956 wurde sie als erste Frau in der Türkischen Hochschulgeschichte die Assistentin der Exilprofessorin Schwarz, Türkan Rado am Lehrstuhl der Rechtswissenschaften berufen.
Nach dem Militärputsch 1960 verteidigte sie ihren Bruder Samet Ağaoğlu in den Yassıada-Prozessen.
1968 gründete Ağaoğlu mit einer Gruppe Juristinnen zusammen die Türkische Juristinnen-Gemeinschaft in Istanbul. Im Sommer 1975 nahm eine Gruppe von 20 Personen aus dieser Gemeinschaft am Warner Kongress der Internationalen Konföderation der Juristinnen teil. Auf diesem Kongress wurde sie zur zweiten Präsidentin der International Confederation of Women Lawyers gewählt.

## Werke
Ağaoğlu ist Autorin von folgenden Werken:
- Londra'da Gördüklerim, deutsch: Was ich in London erlebte
- Bir Hayat böyle geçti, deutsch: Wie ein Leben verging (1984)
- deutsch: Rechtswissenschaftliche Gedanken (original auf Englisch verfasst)

## Würdigungen
- Nach dem Tod von Ağaoğlu änderte der Verein Freunde der Kinder, türkisch: Coçuk Dostlar Derneği, der gemeinsam von Ağaoğlu, Iffet Halim Oruz und Sevket Rado 1949 gegründet wurde, seinen Namen zu Süreyya Agaoglu Cocuk Dostlar Derngegi.
- 1996 wurde die „Süreyya Agaoglu Lehr- und Bildungsstiftung“ gegründet, welche mit dem Verein Süreyya Agaoglu Freunde der Kinder zusammenarbeitet und unterschiedliche Stipendien für Schüler und Studenten anbietet.[1][4]
- Süreyya Agaoglu Jahrgang 2011/12 – der Jahrgang 2011/12 des Deutsch-Türkischen Masterstudienganges Wirtschaftsrecht LL.M an der Universität Köln/Istanbul Bilgi Universitesi wurde nach Ağaoğlu benannt.[5]